# 2019-es ukrajnai parlamenti választások
A 2019-es ukrajnai parlamenti választásokat 2019. július 21-én tartották, melynek során az Ukrán Legfelsőbb Tanács (Verhovna Rada) 450 képviselőjéből 424-t választottak meg. A 2019-es ukrajnai elnökválasztáson győztes és május 20-án hivatalba lépett Volodimir Zelenszkij elnök beiktatása után szinte azonnal bejelentette az eredetileg 2019 októberére tervezett választások előrehozását. A Krím orosz megszállása és a kelet-ukrajnai háború miatt a 225 egyéni választókerületből 26-ban nem tartották meg a választást, így azok ideiglenesen üresen maradtak.
Az előzetes eredmények alapján a parlamenti választáson az államfőhöz, Volodimir Zelenszkijhez kötődő A Nép Szolgája párt szerezte meg a legtöbb szavazatot. A Nép Szolgája a pártlistákra leadott szavazatok 43,13%-át kapta (a szavazatok 93%-os feldolgozottságánál). További négy párt lépte át a parlamentbe jutáshoz szükséges 5%-os bejutási küszöböt a pártlistákon. Nem teljes feldolgozottságnál az Ellenzéki Platform – Az Életért 13,5%-t, a Haza pártszövetség 8,19%-t, az Európai Szolidaritás 8,14%-t, a Hang párt 5,86%-t ért el. Az egyéni választókerületek eredményei miatt a pártok mandátumainak végleges száma ezeket az eredményeket még módosíthatta. 

## Előzmények
A 2014. októberi parlamenti választás alapján november 27-én hivatalba lépett parlament mandátuma 2019. november 27-ig tartott volna. A 2019. május 20-án hivatalba lépett Volodimir Zelenszki újonnan megválasztott elnök röviddel a beiktatása után, másnap a Legfelsőbb Tanács feloszlatását kezdeményezte és előrehozott választások kiírását javasolta, és erről elnöki rendeletet adott ki. Zelenszkij azzal indokolta a parlamenti feloszlatását, hogy a Hrojszman-kormány mögött nem áll parlamenti koalíció. A 2014-ben a Jacenyuk-kormány megalakítására létrehozott koalícióból 2015-ben kilépett az Ukrán Radikális Párt. Az elnöki rendelet május 24-én lépett hatályban, amikor megjelent a két hivatalos kormányzati lapban, az Urjadovij kurjerben és a Holosz Ukrajiniben. Az elnöki döntés jelentős politikai vitát eredményezett Ukrajnában, több párt jogszerűtlennek és alkotmányellenesnek minősítette az elnök lépését. 62 képviselő beadvánnyal fordult az Ukrán Alkotmánybírósághoz azzal a kéréssel, hogy nyilvánítsa alkotmányellenesnek az elnöki rendeletet. Az alkotmánybíróság 2019. június 11-én kezdte meg a beadvány tárgyalását, majd június 19-i határozatában megerősítette a parlament feloszlatásáról kiadott elnöki rendeletet. Az alkotmánybíróság a döntéshez fűzött kommentárjában deklarálta, hogy a parlament és az elnök között alkotmányos konfliktus alakult ki, amelynek az ukrajnai jogszabályi környezetben nincs jogi megoldása (a választással kapcsolatos jogszabályok nem rendelkeznek egyértelműen az elnöki hatáskörökről a parlament feloszlatásával kapcsolatban). Ezért az alkotmányos konfliktus feloldásának legjobb módja az előrehozott parlamenti választás megtartása. Ukrajna Alkotmánya 5. paragrafusának második bekezdése alapján. Ezt követően az ukrán Központi Választási Bizottság (CVK) 2019. július 21-ére írta ki a parlamenti választás megtartását. 

## Választások lebonyolítása
Ukrajnában vegyes arányos parlamenti választási rendszer van. A 450 fős parlament, az Ukrán Legfelsőbb Tanács képviselőinek felét, 225 főt pártlistáról, másik felét egyéni választókerületből választák képviselővé. A választás egyfordulós. A pártlisták esetében 5%-kos bejutási küszöb létezik. Az egyéni választókerületekben egyszerű többségi szavazással választanak, tehát az nyer, aki a legtöbb szavazatot kapja. Több politikai erő is rendszeresen felveti, hogy a pártszövetségek esetében a bejutási küszöböt emeljék 5-ről 10%-ra. Ennek egyik fő támogatója Zelenszkij elnök.
A Krím 2014. márciusi orosz megszállása, valamint a kelet-ukrajnai háború miatt Ukrajna egy részén nem tartják meg a szavazást. Ez érinti a Krími Autonóm Köztársaságot, valamint a Donecki és a Luhanszki terület orosz szeparatisták által ellenőrzött területét, így a választáson a jogosultak kb. 12%-a nem tud részt venni. Emiatt az érintett 26 választókerületből nem választanak egyéni jelöltet, ezek a parlamenti helyek betöltetlenek lesznek.
A korábbi választások gyakorlattól eltérően a katonák számára nem alakítottak ki speciális szavazóköröket, ezen a választáson ők is választókerületek normál szavazóköreiben szavaznak.
Három cég készít exit poll felmérést a választás ideje alatt: a Demokratikus Kezdeményezések Alapítvány, a Razumkov Központ és a Kijevi Nemzetközi Szociológiai Intézet. Az exit poll felmérések első eredményeit a választás napján 22:00-tól teszik közzé a Központi Választási Bizottság honlapján, de a cégek már 20:00-tól publikálhatnak adatokat.
A végleges eredményt a Központi Választási Bizottságnak legkésőbb 2019. augusztus 5-ig kell kihirdetnie.

## Pártlisták és jelöltek

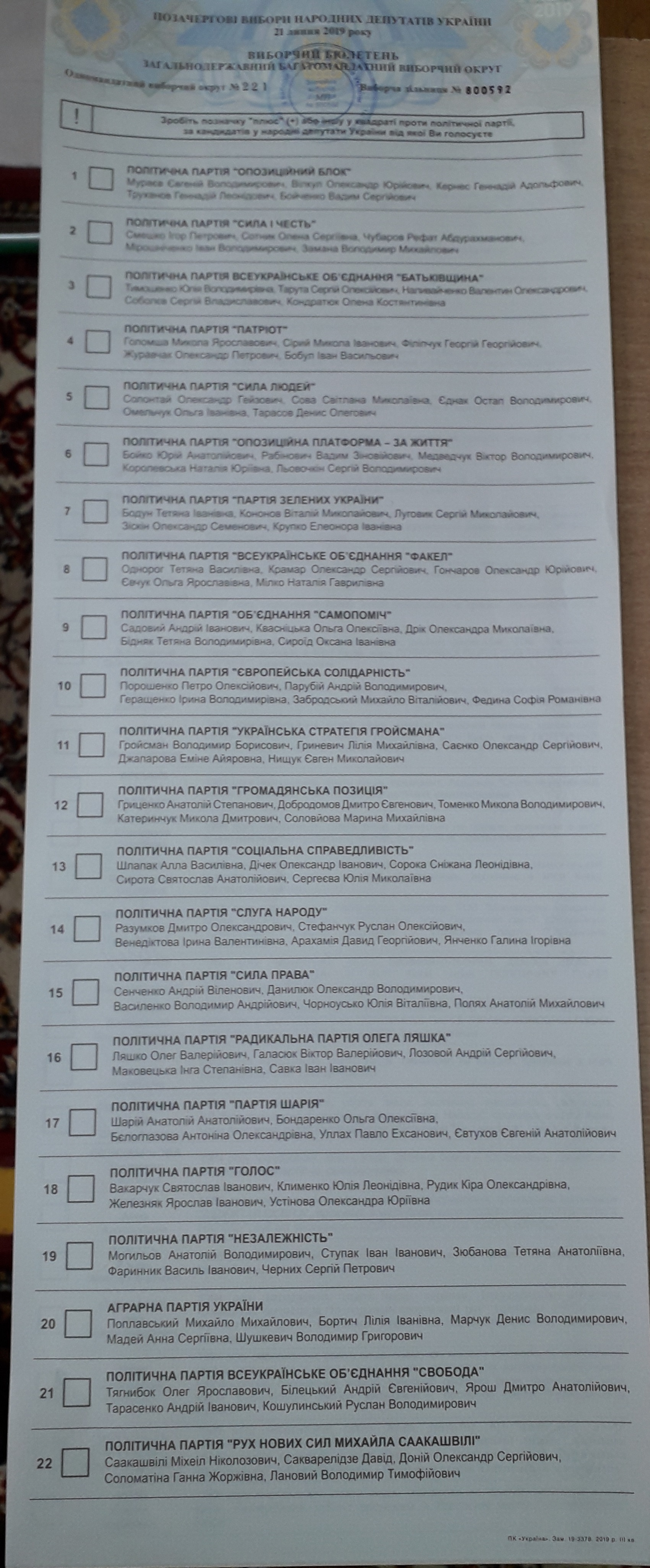
A pártlistás szavazólap

A Központi Választási Bizottság összesen 5845 képviselőjelöltet vett nyilvántartásba. Közülük 2674 fő pártlistán, 3171 fő az egyéni választókerületekben indul. A 3171 egyéni jelölt közül 1436 fő valamilyen párt képviseletében, míg 1735 fő függetlenként indul a választáson.
A választásra 22 párt és pártszövetség állított listát, amelyet a Központi Választási Bizottság 2019. június 26-án véglegesített. A pártlisták szempontjából az egész ország egy többmandátumos választókerületet alkot. 
A Kárpátaljai Magyar Kulturális Szövetség (KMKSZ) három egyéni képviselőjelöltet indított: Brenzovics László (elnök), Barta József. Ennek bejelentésekor a szervezet sajnálatát fejezte ki, amiért mindeddig nem sikerült elérni magyar többségű választókörzet kialakítását, és hogy a jelenlegi körzetfelosztás „szinte teljesen ellehetetleníti a magyarság képviselőjének a parlamentbe jutását.”
A választásra nem állított pártlistát Vitalij Klicsko kijevi polgármester Ukrán Demokratikus Szövetség a Reformokért (UDAR) pártja, a párt jelöltjei csak egyéni kerületekben indulnak.
Annak ellenére, hogy Miheil Szaakasvili pártja, az Új erők mozgalma önálló pártlistát állított a választásra, Szaakasvili július 19-én A Nép Szolgája párt támogatására szólította fel híveit.

### Pártok és pártszövetségek
A választásra regisztrált pártok és pártszövetségek a listavezetőkkel, a regisztráció sorrendjében:
1. Ellenzéki Blokk (Opozicijnij blok) – Jevhenyij Murajev
2. Erő és becsület (Szila i cseszty) – Ihor Szmesko
3. Haza (Batykivscsina) – Julija Timosenko
4. Hazafi (Patriot) – Mikola Holomsa
5. Az emberek ereje (Szila ljudej) – Olekszandr Szolontaj
6. Ellenzéki Platform – Az Életért (Opozicijna platforma – Za zsittya) – Jurij Bojko
7. Ukrajnai Zöldek Pártja (Partyija zelenih Ukrajini) – Tetyana Bodun
8. Fáklya (Fakel) – Tetyana Odnoroh
9. Önsegély (Szamopomics) – Andrij Szadovij
10. Európai Szolidaritás (Jevropejszka szolidarnyiszty) – Petro Porosenko
11. Hrojszman Ukrán Stratégiája (Ukrajinszka Sztratehija Hrojszmana) – Volodimir Hrojszman
12. Polgári Álláspont (Hromagyanaszka pozicija) – Anatolij Hricenko
13. Szociális igazságosság (Szocialna szpravedliviszty) – Alla Slapak
14. A Nép Szolgája (Szluha narodu) – Dmitro Razumkov
15. A jog ereje (Szila prava) – Andrij Szencsenko
16. Oleh Ljasko Radikális Pártja (Radikalna partyija Oleha Ljaska) – Oleh Ljasko
17. Sarij Pártja (Partyija Sarija) – Olha Bondarenko
18. Hang (Holosz) – Szvjatoszlav Vakarcsuk
19. Függetlenség (Nezalezsnyiszty) – Anatolij Mohiljov
20. Ukrán Agrárpárt (Ahrarna partyija Ukrajini) – Mihajlo Poplavszkij
21. Szabadság (Szvoboda) – Oleh Tyahnibok
22. Új erők mozgalma (Ruh novih szil) – Miheil Szaakasvili

A listát állító szervezetek közül több pártszövetségként indul a választáson. A Szabadság (Szvoboda) a Jobb szektorral (Pravij szektor) és a Nemzeti test (Nacionalnij korpusz) pártokkal közösen egységes nacionalista listát állított. Szintén pártszövetségként indul az Ellenzéki blokk, amelynek listáján a Béke és fejlődés párt (Partyija miru i rozvitku), a Mieink (Nasi) párt, az Újjászületés párt (Partyija Vidrodzsennya) és a Bizalom az ügyekben (Dovirja szpravam) pártok is helyet kaptak. A Haza párt listáján indul Szerhij Taruta Alap (Osznova) nevű pártja, Valentin Nalivajcsenko Igazságosság (Szpravedliviszty) pártja is.

## Közvéleménykutatási eredmények
A közvéleménykutatási felmérések szerint öt pártnak és pártszövetségnek volt nagy valószínűséggel esélye az 5%-os bejutási küszöb elérésére és a parlamentbe kerülésre: A Nép Szolgája párt, Az Ellenzéki Platform – Az Életért, az Európai Szolidaritás, a Haza és a Hang pártok.
A legtámogatottabb párt A Nép Szolgája párt volt, amelynek eredményét májustól az egyes közvéleménykutató cégek 40 és 50% között mérték. A második legtöbb támogatóval az Ellenzéki Platform – Az Életért nevű pártszövetség rendelkezett (10,5% támogatottság; két vezető személyisége Jurij Bojko és Viktor Medvedcsuk). Harmadik helyen állt az Európai Szolidaritás, Petro Porosenko korábbi államfő pártja 8% körüli támogatottsággal. A felmérés szerint a parlamentbe jutás 5%-os küszöbének átlépésére esélyes volt még a Julija Timosenko vezette Haza párt (Batykivscsina) párt, valamint Szvjatoszlav Vakarcsuk Hang (Holosz) nevű pártja.
Kimutatható támogatottsággal rendelkezett még kb. fél tucat párt, de ezek eredménye akkor az 5%-os küszöb alatt alakult: az Ihor Szmesko vezette Erő és becsület párt, valamint az Ukrán Agrárpárt is.
A szakértő elemzések előre jelezték A Nép Szolgája párt fölényes győzelmét, sőt néhány elemző reális lehetőségnek tartotta, hogy abszolút többséget szerezzen. Ehhez legalább 226 képviselői helyre van szükség a 450 fős parlamentben.
Julija Timosenko korábban úgy nyilatkozott, hogy adott esetben elképzelhetőnek tartja a koalíciót A Nép Szolgája és a Hang pártokkal.

## Részvételi arány

A részvételi arány választókerületek szerint (a szürkével jelölt választókerületekben nem volt szavazás)

A választáson a szavazásra jogosultak 49,48%-a vett részt. A szavazás során 12:00-kor a részvételi arány országosan 19,21%, 17:00-kor 36,57% volt.

## Az eredmény
